# Urospora neopolitana
Urospora neopolitana is een soort in de taxonomische indeling van de Myzozoa, een stam van microscopische parasitaire dieren. Het organisme komt uit het geslacht Urospora en behoort tot de familie Urosporidae. Urospora neopolitana werd in 1915 ontdekt door Pixell-Goodrich.